# Nueces
De Nueces is een rivier in de Amerikaanse staat Texas. De rivier is 507 km lang en voert het water uit centraal en zuidelijk Texas af naar de Golf van Mexico. Het is de zuidelijkste grote rivier van Texas, ten noorden van de Rio Grande. Nueces is Spaans voor noten, en de rivier is zo genoemd door de eerste Europese kolonisten in het gebied, in verwijzing naar de vele pecannotenbomen langs de oevers. 
Door de oorspronkelijke bewoners van het gebied, de Coahuilteken, werd de rivier de Chotilapacquen genoemd, en hernoemd door ontdekkingsreiziger en gouverneur Alonso de León. Voor de Texaanse Onafhankelijkheidsoorlog, toen Texas nog deel uitmaakte van Mexico, erkende Mexico de rivier als grens tussen Texas en de rest van het land. De Republiek Texas claimde echter dat de grens bepaald werd door de Rio Grande, zich daarbij beroepend op het Verdrag van Velasco. Dit grensgeschil duurde voort na de Amerikaanse annexatie van Texas en was een van de aanleidingen van de Mexicaans-Amerikaanse Oorlog. Aan het einde van deze oorlog, bij het tekenen van de Vrede van Guadalupe Hidalgo, kwam er een eind aan dit dispuut. 